# Волостновка (Башкортостан)
Волостновка (баш. Волостновка) — село в Кугарчинском районе Башкортостана, входит в состав Волостновского сельсовета.
До июля 2015 года — административный центр Волостновского сельсовета.

## География
Расположен по правому берегу реки Ману.

### Географическое положение
Расстояние до:
- районного центра (Мраково): 32 км,
- центра сельсовета (Калдарово): 5 км,
- ближайшей ж/д станции (Мелеуз): 46 км.

## История
Село заселялось на государственной (банковской) земле Семено-Петровской волости Оренбургского уезда Оренбургской губернии.
Первые 27 семей приехали в 1891 году. Сначала село расположилось по левому берегу реки Ману. Первым жителем был человек по фамилии Тющаков, а хутор первоначально назывался хутором Тющакова.
Первыми поселенцами являются Зюзякин Василий Андреевич, Гуськов Самсон Антипович, Чекашов Федор Алексеевич, Тараскин Андрей Федорович. Примерно через год хутор был перенесён на правый берег реки Ману, где в настоящее время расположено село.
Переселение хуторян было вызвано тем, что богатый помещик Волостнов Иван Андреевич предложил заселять горные участки местности, а именно правый берег реки, и занять под посевы плодородный участок на левом берегу реки Ману. Сам Волостнов в то время жил близ деревни Валит, по левому берегу реки Ману.
Когда жители переселились на правый берег, село стали называть Волостновкой.
После основания села Волостновка приехали из Самарской и Пензенской области мордва и стали заселять земли на правом берегу реки Ману, основав хутор Архангельский, который носит сейчас название Коммуна. Название Коммуна берет свое начало после того, как на правом берегу реки Ману была организована инфраструктура для сезонной хозяйственной деятельности по возделыванию земель, уборки урожая и заготовки кормов. Для этого были построены: общественная баня, столовая, жилье. Люди, привлекаемые для выполнения этих работ, весь сезон проживали здесь и имели необходимый набор бытовых услуг, что способствовало увеличению производительности труда. Так же в коммуне в этот период действовали: конюшня, овцеферма, свиноферма. Конюшня находилась около ныне действующего моста через реку Ману. Овцеферма была за рекой Саргай. Свиноферма около места впадения реки Саргай в реку Ману.

## Население
| 2002 | 2009 | 2010 |
| ---- | ---- | ---- |
| 491  | ↘470 | ↘423 |

## Инфраструктура
Было развито коллективное сельское хозяйство. Колхоз «Свободный труд» появился в 1931-м, с 1933 — имени М. Горького; в 1960 году колхоз объединился с колхозом им. Салавата.
Личное подсобное хозяйство.

## Транспорт
Доступен автотранспортом.

## Известные жители, уроженцы
- Наумкин, Николай Зотович — председатель (1941 по 1960 годы) колхоза им. М. Горького; депутат Верховного Совета СССР[источник не указан 1500 дней].
- Махмутов, Алмаз Аксанович - доктор геолого-минералогических наук, член-корреспондент Академии наук Республики Башкортостан